# Swartzia oblata
Swartzia oblata är en ärtväxtart som beskrevs av John Macqueen Cowan. Swartzia oblata ingår i släktet Swartzia och familjen ärtväxter. Inga underarter finns listade i Catalogue of Life.